# Scutellaria serrata
Scutellaria serrata là một loài thực vật có hoa trong họ Hoa môi. Loài này được Andrews miêu tả khoa học đầu tiên năm 1807.

## Hình ảnh

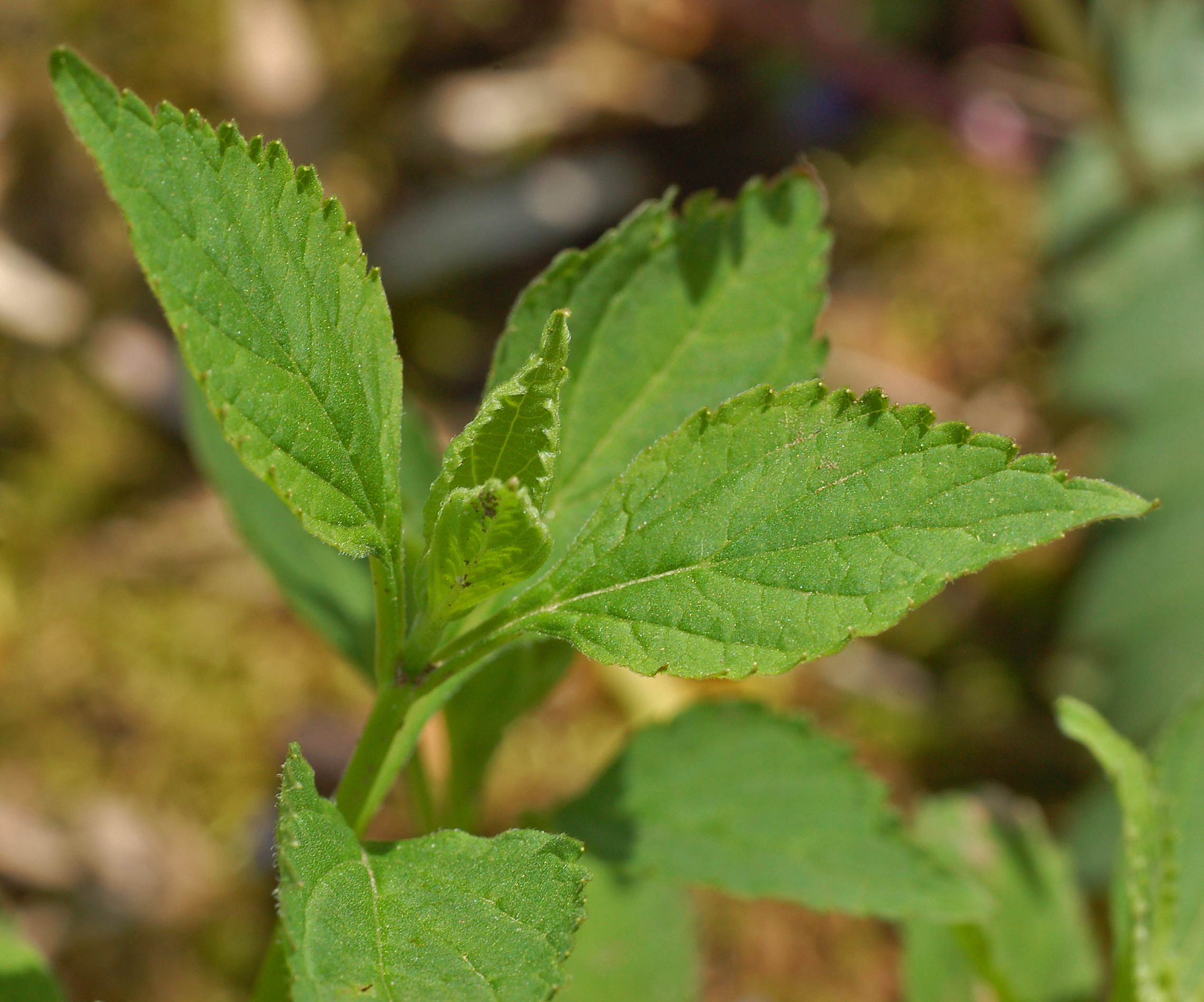